# Nigeriaans curlingteam (gemengddubbel)
Het Nigeriaans curlingteam vertegenwoordigt Nigeria in internationale curlingwedstrijden.

## Geschiedenis
Nigeria debuteerde op het wereldkampioenschap voor gemengddubbele landenteams van 2019 in het Noorse Stavanger. Hiermee was Nigeria het eerste Afrikaanse land ooit dat deelnam aan een internationale curlingcompetitie. De eerste interland werd met 13-2 verloren van China, en op de tweede speeldag werd Nigeria met 20-0 verpletterd door Tsjechië. Het Nigeriaanse team wist op de laatste speeldag wel te winnen van Frankrijk, met 8-5.

## Nigeria op het wereldkampioenschap
| Jaar | Plaats        | Team                      | WG            | W             | V             | PV            | PT            |
| ---- | ------------- | ------------------------- | ------------- | ------------- | ------------- | ------------- | ------------- |
| 2008 | Geen deelname | Geen deelname             | Geen deelname | Geen deelname | Geen deelname | Geen deelname | Geen deelname |
| 2009 | Geen deelname | Geen deelname             | Geen deelname | Geen deelname | Geen deelname | Geen deelname | Geen deelname |
| 2010 | Geen deelname | Geen deelname             | Geen deelname | Geen deelname | Geen deelname | Geen deelname | Geen deelname |
| 2011 | Geen deelname | Geen deelname             | Geen deelname | Geen deelname | Geen deelname | Geen deelname | Geen deelname |
| 2012 | Geen deelname | Geen deelname             | Geen deelname | Geen deelname | Geen deelname | Geen deelname | Geen deelname |
| 2013 | Geen deelname | Geen deelname             | Geen deelname | Geen deelname | Geen deelname | Geen deelname | Geen deelname |
| 2014 | Geen deelname | Geen deelname             | Geen deelname | Geen deelname | Geen deelname | Geen deelname | Geen deelname |
| 2015 | Geen deelname | Geen deelname             | Geen deelname | Geen deelname | Geen deelname | Geen deelname | Geen deelname |
| 2016 | Geen deelname | Geen deelname             | Geen deelname | Geen deelname | Geen deelname | Geen deelname | Geen deelname |
| 2017 | Geen deelname | Geen deelname             | Geen deelname | Geen deelname | Geen deelname | Geen deelname | Geen deelname |
| 2018 | Geen deelname | Geen deelname             | Geen deelname | Geen deelname | Geen deelname | Geen deelname | Geen deelname |
| 2019 | 47            | Susana Cole & Tijani Cole | 7             | 1             | 6             | 21            | 88            |
| 2021 | Geen deelname | Geen deelname             | Geen deelname | Geen deelname | Geen deelname | Geen deelname | Geen deelname |
| 2022 | Geen deelname | Geen deelname             | Geen deelname | Geen deelname | Geen deelname | Geen deelname | Geen deelname |
| 2023 | Geen deelname | Geen deelname             | Geen deelname | Geen deelname | Geen deelname | Geen deelname | Geen deelname |
| 2024 | Geen deelname | Geen deelname             | Geen deelname | Geen deelname | Geen deelname | Geen deelname | Geen deelname |
| 2025 | Geen deelname | Geen deelname             | Geen deelname | Geen deelname | Geen deelname | Geen deelname | Geen deelname |

Australië · België · Brazilië · Bulgarije · Canada · China · Chinees Taipei · Denemarken · Duitsland · Engeland · Estland · Filipijnen · Finland · Frankrijk · Griekenland · Groot-Brittannië · Guyana · Hongarije · Hongkong · Ierland · India · Israël · Italië · Jamaica · Japan · Kazachstan · Kirgizië · Koeweit · Kosovo · Kroatië · Letland · Litouwen · Luxemburg · Mexico · Mongolië · Nederland · Nieuw-Zeeland · Nigeria · Noorwegen · Oekraïne · Oostenrijk · Polen · Portugal · Puerto Rico · Qatar · Roemenië · Rusland · Saoedi-Arabië · Schotland · Servië · Slovenië · Slowakije · Spanje · Thailand · Tsjechië · Turkije · Verenigde Staten · Wales · Wit-Rusland · Zuid-Korea · Zweden · Zwitserland